# 沃多皮
49°49′37″N 35°33′11″E / 49.82694°N 35.55306°E
沃多皮（烏克蘭語：Водопій）是位於烏克蘭東部的村莊，由哈爾科夫州博霍杜希夫區的瓦爾基市鎮負責管轄。該村始建於1702年，面積9.29平方公里，海拔高度173米，2001年人口305，人口密度每平方公里32.8人。